# Opistoglifi
Gli opistoglifi sono un gruppo di serpenti della famiglia dei Colubridi che possiedono denti scanalati nella regione posteriore dei mascellari; la maggior parte dei colubridi non è velenosa, le poche specie velenose non sono, in genere, pericolose, fatta eccezione per alcuni come il boomslang (Dispholidus typus), che è il più pericoloso serpente opistoglifo. La posizione dei loro denti è quindi molto arretrata rispetto a quella nei serpenti proteroglifi (Elapidi e Idrofidi) e solenoglifi (Crotalidi e Viperidi), dove i denti del veleno si trovano nella regione anteriore dei brevi mascellari.
I denti veleniferi sono in contatto con la ghiandola parotide che secerne una sostanza velenosa ricca di tossine. 
Il morso di questi serpenti è di norma meno pericoloso del morso degli altri ofidi, sia per la dimensione minima dei denti, sia per la loro forma non così aguzza, sia per la quantità minima di veleno iniettata, sia per la posizione arretrata, che tuttavia consente di paralizzare le piccole prede una volta introdotte nella cavità boccale e sia per la tossicità relativamente bassa del veleno. Esistono tuttavia opistoglifi molto velenosi come ad esempio il boomslang.
Sembra che i proteroglifi (elapidi e idrofidi) derivino da un antenato comune appartenente ai colubridi opistoglifi.

## Alcune specie
- Clelia clelia
- Malpolon monspessulanus
- Dispholidus typus
- Macroprotodon cucullatus
- Telescopus fallax